# Локмикелик
Локмикелик (фр. Locmiquélic) — коммуна на северо-западе Франции, находится в регионе Бретань, департамент Морбиан, округ Лорьян, кантон Энбон. Расположена в 15 км к востоку от Лорьяна, на противоположном берегу реки Блаве, в 10 км от национальной автомагистрали N165.
Коммуна образована в 1919 года, отделившись от коммуны Рийантек.
Население (2019) — 4 039 человек.

## Достопримечательности
- Церковь Святого Михаила

## Экономика
Структура занятости населения:
- сельское хозяйство — 0,0 %
- промышленность — 12,8 %
- строительство — 9,3 %
- торговля, транспорт и сфера услуг — 38,9 %
- государственные и муниципальные службы — 39,0 %

Уровень безработицы (2018) — 12,1 % (Франция в целом —  13,4 %, департамент Морбиан — 12,1 %). 

Среднегодовой доход на 1 человека, евро (2018) — 22 300 (Франция в целом — 21 730, департамент Морбиан — 21 830).

## Демография
Динамика численности населения, чел.

## Администрация
Пост мэра Локмикелика с 2020 года занимает Филипп Берто (Philippe Berthault). На муниципальных выборах 2020 года возглавляемый им центристский блок одержал победу во 2-м туре, получив 41,79 % голосов (из трёх блоков).
| Период | Период | Фамилия            | Партия                                                             | Примечания                 |
| ------ | ------ | ------------------ | ------------------------------------------------------------------ | -------------------------- |
| 1947   | 1969   | Эмманюэль Ле Висаж | Французская секция Рабочего интернационала                         | специалист по судостроению |
| 1969   | 1983   | Луи Ле Скуарнек    | Французская секция Рабочего интернационала Социалистическая партия | директор школы             |
| 1983   | 2001   | Франсис Паюн       | Разные правые                                                      | капитан дальнего плавания  |
| 2001   | 2014   | Андре Ле Ру        | Разные левые                                                       | директор школы             |
| 2014   | 2020   | Натали Ле Магерес  | Социалистическая партия Разные левые                               | ассистент депутата         |
| 2020   |        | Филипп Берто       |                                                                    |                            |

## Города-побратимы
- Каслтаунбер, Ирландия